# Embestida

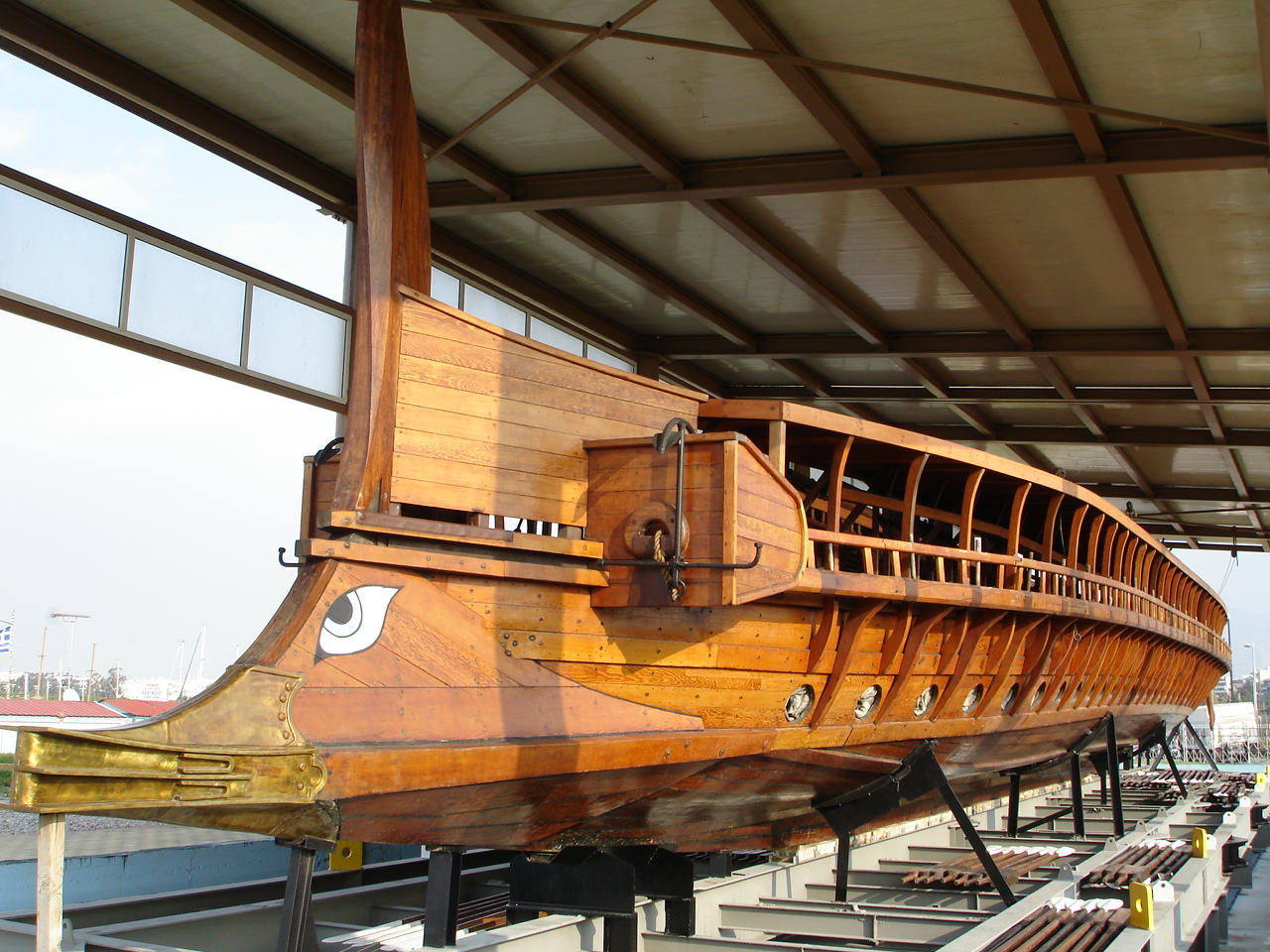
El espolón de Olympias, reconstrucción de un antiguo trirreme ateniense.

En la guerra, la embestida es una técnica utilizada en el combate aéreo, marítimo y terrestre. La técnica se originó en el ariete, un arma de asedio utilizada para derribar fortificaciones golpeándolas con la fuerza del impulso del ariete, que a su vez de inspiró en el ataque realizado por las ovejas macho. Por lo tanto, en la guerra, embestir se refiere a golpear un objetivo corriendo hacia él.
Hoy en día, los arietes de mano son una herramienta entre las muchas utilizadas por las fuerzas del orden y el personal militar para abrir puertas. La entrada forzada por parte de delincuentes se ha llevado a cabo utilizando métodos tales como vehículos estrellados contra edificios.

## Guerra naval

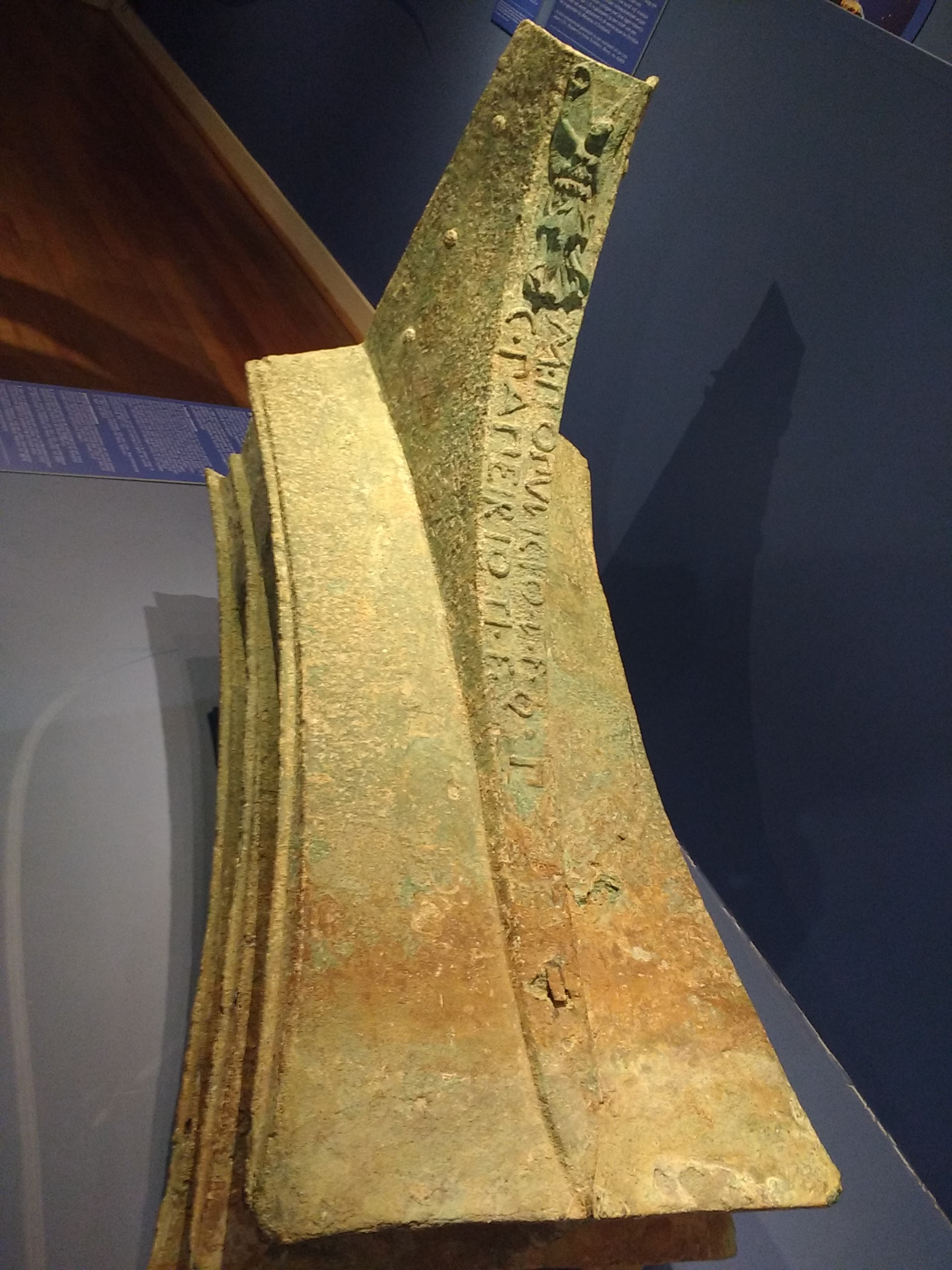
Espolón naval romano de bronce, fechado antes del 241 a. C. Incluye decoración alada de la diosa de la Victoria.

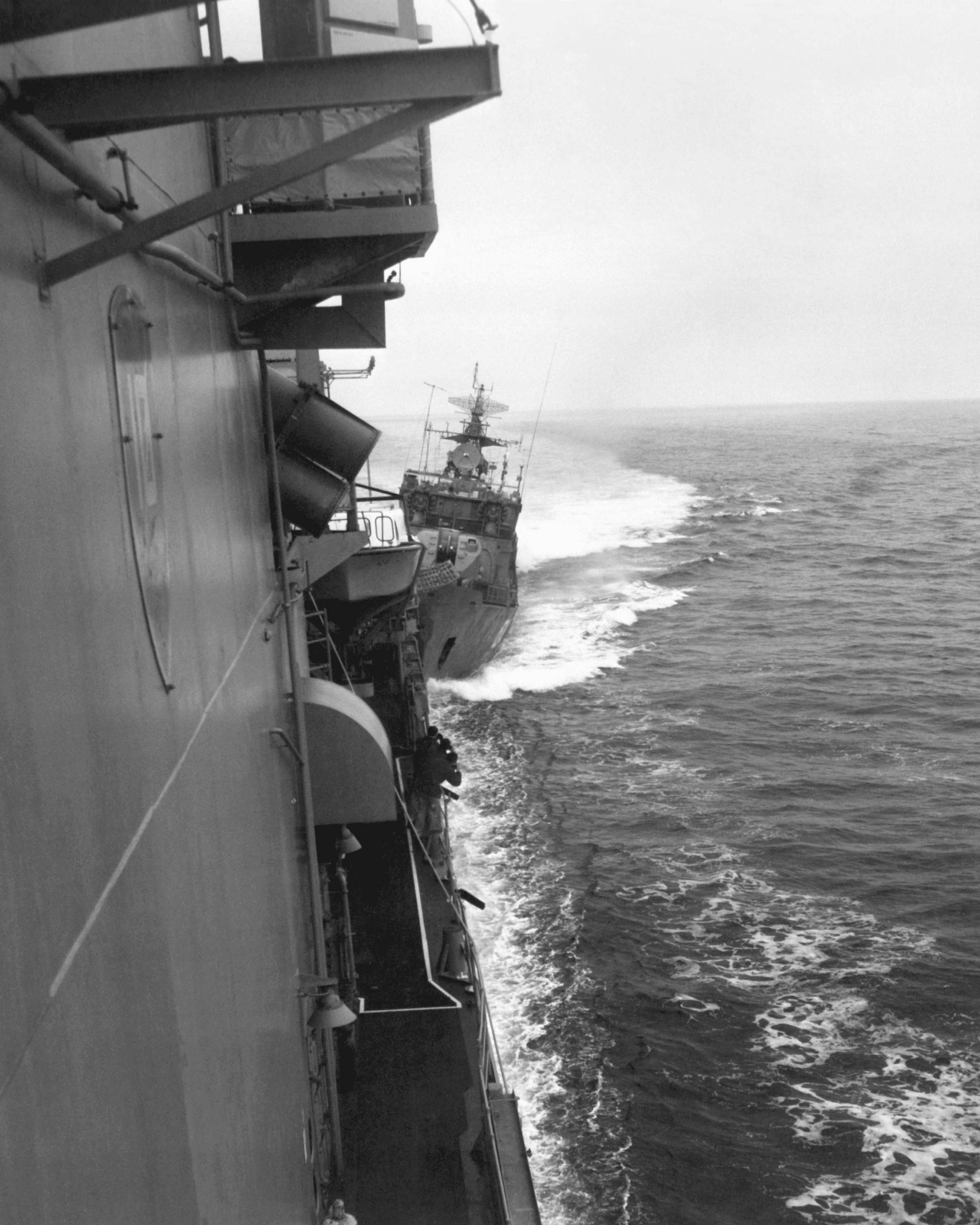
Vista desde el destructor estadounidense Caron en el momento de la embestida de una fragata ligera soviética (FFL 824) el 12 de febrero de 1988.

Las armadas en la antigüedad usaban comúnmente el ariete: el «pico» (en latín: rostrum) se convirtió en una parte importante del armamento de las galeras de la Roma imperial. Los antiguos griegos también utilizaban sus trirremes para embestir. En la Antigua China, los arietes eran en gran parte desconocidos, ya que la falta de quilla y la forma plana de la proa del junco no favorecían la construcción de un espolón submarino alargado.
El primer uso registrado de un ariete en los tiempos modernos en combates entre grandes buques de guerra se produjo en la Guerra de Secesión en la batalla de Hampton Roads en marzo de 1862, cuando el buque de guerra blindado confederado CSS Virginia embistió a la fragata de la Unión Cumberland, hundiéndola casi de inmediato.
Otro uso significativo del ariete naval se produjo durante la tercera guerra de independencia italiana (junio a agosto de 1866) en la batalla de Lissa, entre Italia y Austria. El acorazado italiano Re d'Italia, dañado en popa por disparos, no tenía timón en funcionamiento. Yaciendo indefenso en el agua, fue golpeado tres veces por el austríaco Erzherzog Ferdinand Max, el buque insignia del comandante en jefe austríaco, el almirante Tegetthoff. El barco austríaco se retiró ileso mientras el barco italiano volcaba y se hundía.
Durante la Guerra del Pacífico de 1879-1884, el acorazado peruano Huascar embistió repetidamente a la corbeta chilena Esmeralda, hundiendo el barco de madera propulsado por vapor y viento (mayo de 1879).
Durante la Primera Guerra Mundial (1914-1918), HMS Dreadnought embistió y hundió el submarino alemán U-29 en 1915. Sin embargo, se trataba de un uso incidental de la proa del barco. En 1918, el buque de tropas británico HMT Olympic embistió al SMU-103: el submarino sufrió daños tan graves que su tripulación se vio obligada a hundirll y abandonar la nave.
En la Segunda Guerra Mundial (1939-1945), los barcos de guerra a menudo embistieron a otros barcos, aunque esto a menudo se debía a circunstancias extraordinarias, ya que el barco atacante podía sufrir daños considerables. El daño que sufrieron los destructores de construcción ligera al utilizar esta táctica llevó a la Marina Real a desalentar oficialmente la práctica desde principios de 1943, después de que HMS Hesperus pasó tres meses en dique seco tras el hundimiento del U-357 en diciembre de 1942, y después HMS Harvester fue torpedeado y hundido después de dañar sus hélices durante la embestida del U-444 en marzo de 1943. USS Buckley embistió y fue embestido por el U-66 en mayo de 1944; y HMS Easton embistió al U-458 en 1943.
El 29 de enero de 1943, los arrastreros armados de Nueva Zelanda, Kiwi y Moa, embistieron y destrozaron el submarino japonés I-1 en aguas poco profundas en la bahía de Kamimbo, Isla de Guadalcanal, durante la Operación Ke. El submarino de 2.135 toneladas era mucho más grande y estaba más fuertemente armado que los arrastreros dragaminas de 607 toneladas cada uno.
El 5 de noviembre de 1942 el submarino finlandés Vetehinen embistió el submarino soviético ru en el mar de Åland y lo hundió. Vetehinen estaba de patrulla nocturna en busca de submarinos soviéticos. Se encontró un contacto y, tras confirmarlo, Vetehinen lanzó un torpedo, que falló, probablemente debido a que se lanzó a una distancia demasiado corta. Vetehinen abrió entonces fuego con sus cañones de cubierta y logró dañar el submarino soviético, que para entonces había iniciado una inmersión de emergencia. El capitán del Vetehinen, decidido a no dejar escapar al otro submarino, ordenó a su submarino embestir al otro buque, lo que finalmente fue un éxito.
Durante la acción antisubmarina, la embestida era una alternativa si un destructor estaba demasiado cerca de un submarino en la superficie para que sus cañones principales dispararan al agua. El famoso capitán británico Frederic John Walker, especialista en antisubmarinos, utilizó esta táctica desde diciembre de 1941 hasta el final de la Segunda Guerra Mundial.
El destructor británico HMS Campbeltown (anteriormente USS Buchanan, suministrado bajo la Ley de Préstamo y Arriendo) estaba disfrazado de destructor alemán con el propósito de embestir las puertas del dique seco normando en St. Nazaire el 28 de marzo de 1942. Esta acción tenía como objetivo evitar que el acorazado alemán Tirpitz llegara a utilizar el muelle de Normandía (era el único muelle en la costa atlántica ocupada por la Wehrmacht capaz de reparar un barco tan grande). La operación tuvo éxito y una gran carga explosiva de bomba de tiempo escondida en la proa del barco explotó al día siguiente, dejando el muelle fuera de servicio. de comisión durante cinco años.
El 2 de agosto de 1943, mientras regresaba de una misión nocturna de refuerzo del «Tokyo Express» en las Islas Salomón, el destructor japonés Amagiri divisó barcos PT de la USN a una distancia de unos 1000 metros. En lugar de abrir fuego (y revelar su posición), el capitán del destructor, el teniente comandante Kohei Hanami, giró para interceptar y se acercó en la oscuridad a 30 nudos. El destructor japonés, más lento y menos maniobrable, embistió y aplastó al PT-109, comandado por el entonces teniente John F. Kennedy.
El teniente comandante Gerard Roope, capitán del destructor clase G HMS Glowworm, ganó póstumamente la Victoria Cross por la embestida en 1940 del crucero pesado alemán Admiral Hipper tras una acción a corta distancia con mal tiempo frente a la costa noruega. Afirmaciones recientes sugieren que el Admiral Hipper en realidad estaba intentando embestir a Glowworm y que los dos barcos simplemente chocaron.
Durante las llamadas Guerras del Bacalao de 1958 a 1976 entre Gran Bretaña e Islandia, los arrastreros de pesca británicos desarmados se encontraron con la oposición de buques de la Guardia Costera islandesa y de arrastreros convertidos. Además de los buques guardacostas de la Marina Real, Gran Bretaña envió grandes remolcadores y fragatas de alta mar para proteger a sus súbditos, y se produjeron numerosos incidentes de embestida contra ambos bandos, a veces con consecuencias muy graves. Toda la flota islandesa de arrastreros navales y al menos 15 fragatas de la Marina Real sufrieron daños sólo en el tercer conflicto (1975-1976).
En 1988, la fragata ligera soviética clase Mirka II (FFL 824) y la fragata clase Burevestnik Bezzavetny (FFG 811) embistieron ligeramente dos buques de guerra estadounidenses (el destructor Caron y el crucero Yorktown ) dentro de las aguas territoriales soviéticas en disputa en el Mar Negro, cerca del puerto de Forós. Ninguno de los barcos involucrados sufrió daños importantes.
El 30 de marzo de 2020, la patrullera venezolana Naiguatá embistió al crucero RCGS Resolute tras no lograr dañarlo con una ráfaga de disparos. El Naiguatá resultó gravemente dañado al golpear el casco reforzado del Resolute, construido para romper el hielo, y se hundió poco después.

## Guerra aérea
Embestir en el combate aéreo es una táctica de último momento que se utilizó cuando todo lo demás había fallado. El piloto que embiste podría usar todo su avión como ariete o podría intentar destruir los controles del enemigo usando la hélice o el ala para cortar la cola o el ala del enemigo. La embestida se producía cuando un piloto se quedaba sin municiones, pero todavía estaba ansioso por destruir a un enemigo, o cuando su avión ya había sufrido daños irreparables. La mayoría de las embestidas ocurrieron cuando el avión del atacante era económica, estratégica o tácticamente menos valioso que el del enemigo, como por ejemplo por pilotos que volaban aviones obsoletos contra aviones superiores o por aviones monomotor contra bombarderos multimotor. Los defensores embistieron con más frecuencia que los invasores.
Un ataque de embestida no se consideraba suicida de la misma manera que los ataques kamikazes: el piloto que embistió tenía posibilidades de sobrevivir, aunque era muy arriesgado. A veces, el propio avión que embistió pudo sobrevivir para realizar un aterrizaje controlado, aunque la mayoría se perdió debido a daños en combate o al piloto que se salió del apuro. La embestida se utilizó en la guerra aérea en la primera mitad del siglo XX, tanto en las guerras mundiales como en el período de entreguerras. En la era de los aviones a reacción, a medida que aumentaba la velocidad del combate aéreo, las embestidas se producían con mucha menos frecuencia: la probabilidad de ejecutar con éxito (y sobrevivir) un ataque de embestida se acercaba a cero.

## Guerra terrestre
En la Segunda Guerra Mundial, se ha informado de al menos un incidente en el que un tanque embistió a un tanque enemigo. En 1944, un Sherman de la Guardia Irlandesa embistió un Tiger II durante la Operación Goodwood.

## Guerra de asedio
En los conflictos antiguos y medievales, la ruptura de una fortificación durante los asedios se intentaba comúnmente golpeando repetidamente un área de una pared o puerta con un ariete, un tipo de arma de asedio.

## Ataques de embestida con vehículos en el terrorismo
El FBI describe «ataques de embestida con vehículos, utilizando vehículos modificados o no modificados, contra multitudes, edificios y otros vehículos». Estos ataques suelen ser llevados a cabo por terroristas solitarios. Ejemplos de ataques con embestida como actos de terrorismo incluyen los atentados del 11 de septiembre de 2001, el ataque con tractores en Jerusalén de 2014, el ataque con vehículos deportivos de la UNC de 2006, el ataque con topadoras de Jerusalén de 2008 y el ataque con vehículos de Jerusalén de 2008.
Delincuentes a veces utilizan una táctica conocida como alunizaje que consiste en chocar tiendas a bordo de un vehículo y robar dinero en efectivo o mercancías.